# Matjaž Kunaver
Matjaž Kunaver, slovenski kemik in izumitelj, prejemnik Puhovega priznanja 2012.

## Življenje in delo
Matjaž Kunaver je leta 1978 diplomiral iz kemije na FNT. Med letoma 1979 in 1999 je v podjetju Color v Medvodah bil zaposlen kot vodja raziskovalne enote in razvojno-raziskovalnega sektorja, kjer je med prvimi uporabil inverzno plinsko kromatografijo za karakterizacijo surovin v premazih in interakcij med njimi. Medtem je 1991 magistriral iz kemije na Univerzi v Ljubljani, leta 1998 pa doktoriral na Univerzi v Leedsu.
Od leta 2002 dela na Kemijskem inštitutu, kjer raziskuje obnovljive vire, kot so les in utekočinjen les ter uporabo le-teh za sintezo polimerov. Desetletne izkušnje pri utekočinjanju lesa so 2014 omogočile njegovemu raziskovalnemu teamu razvoj in patentiranje novega, štirikrat cenejšega, postopka za pridobivanje nanoceluloze.
Je avtor 148 različnih znanstvenih prispevkov, med njimi 37 člankov v publikacijah, indeksiranih v SCI. Je član uredniškega odbora treh uglednih mednarodnih revij s področja premazov in polimerov in član Sovenskega kemijskega društva, Slovenskega društva za materiale, Slovenskega združenja za barve in Oil & Chemists' Association. Je soavtor 5 patentov in 1 mednarodne patentne prijave in je prejel 3 nagrade za inovacije.